# Kanton Aubusson
Der Kanton Aubusson (okzitanisch Canton Le Buçon oder Canton Au Buçon) ist seit 1790 ein französischer Wahlkreis im Arrondissement Aubusson, im Département Creuse und in der Region Nouvelle-Aquitaine.

## Lage
Der Kanton liegt im Südosten des Départements Creuse.

## Geschichte
Der Kanton entstand am 15. Februar 1790. Von 1801 bis 2015 gehörten zehn Gemeinden zum Kanton Aubusson. Mit der Neuordnung der Kantone in Frankreich wechselten weitere elf Gemeinden aus anderen Kantonen zum Kanton Aubusson. Diese kommen aus den Kantonen Bellegarde-en-Marche (neun Gemeinden), Chénérailles (eine Gemeinde) und Saint-Sulpice-les-Champs (eine Gemeinde).

## Gemeinden
Der Kanton besteht aus 21 Gemeinden mit insgesamt 8646 Einwohnern (Stand: 1. Januar 2022) auf einer Gesamtfläche von 363,93 km²:
| Gemeinde                  | Einwohner 1. Januar 2022 | Fläche km² | Dichte Einw./km² | Code INSEE | Postleitzahl |
| ------------------------- | ------------------------ | ---------- | ---------------- | ---------- | ------------ |
| Alleyrat                  | 141                      | 9,54       | 15               | 23003      | 23200        |
| Aubusson                  | 3.036                    | 19,21      | 158              | 23008      | 23200        |
| Bellegarde-en-Marche      | 357                      | 3,14       | 114              | 23020      | 23190        |
| Blessac                   | 532                      | 17,75      | 30               | 23024      | 23200        |
| Bosroger                  | 117                      | 7,56       | 15               | 23028      | 23200        |
| Champagnat                | 480                      | 28,82      | 17               | 23048      | 23190        |
| La Chaussade              | 97                       | 7,19       | 13               | 23059      | 23200        |
| La Serre-Bussière-Vieille | 121                      | 14,41      | 8                | 23172      | 23190        |
| Lupersat                  | 291                      | 32,64      | 9                | 23113      | 23190        |
| Mainsat                   | 532                      | 34,81      | 15               | 23116      | 23700        |
| Mautes                    | 198                      | 22,67      | 9                | 23127      | 23190        |
| Néoux                     | 279                      | 23,81      | 12               | 23142      | 23200        |
| Saint-Alpinien            | 290                      | 15,21      | 19               | 23179      | 23200        |
| Saint-Amand               | 453                      | 8,05       | 56               | 23180      | 23200        |
| Saint-Avit-de-Tardes      | 163                      | 14,42      | 11               | 23182      | 23200        |
| Saint-Domet               | 162                      | 15,33      | 11               | 23190      | 23190        |
| Saint-Maixant             | 233                      | 13,86      | 17               | 23210      | 23200        |
| Saint-Marc-à-Frongier     | 427                      | 25,45      | 17               | 23211      | 23200        |
| Saint-Pardoux-le-Neuf     | 196                      | 7,51       | 26               | 23228      | 23200        |
| Saint-Silvain-Bellegarde  | 198                      | 20,85      | 9                | 23241      | 23190        |
| Saint-Sulpice-les-Champs  | 343                      | 21,70      | 16               | 23246      | 23480        |
| Kanton Aubusson           | 8.646                    | 363,93     | 24               | 2302       | –            |

Bis zur landesweiten Neuordnung der französischen Kantone im März 2015 gehörten zum Kanton Aubusson die zehn Gemeinden Alleyrat, Aubusson, Blessac, Néoux, Saint-Alpinien, Saint-Amand, Saint-Avit-de-Tardes, Saint-Maixant, Saint-Marc-à-Frongier und Saint-Pardoux-le-Neuf. Sein Zuschnitt entsprach einer Fläche von 154,81 km2.

### Bevölkerungsentwicklung des alten Kantons bis 2015
| 1962 | 1968 | 1975 | 1982 | 1990 | 1999 | 2006 | 2012 |
| ---- | ---- | ---- | ---- | ---- | ---- | ---- | ---- |
| 8138 | 8638 | 8749 | 8320 | 7972 | 7407 | 6971 | 6433 |

## Politik
Bei der Stichwahl zum Generalrat des Départements Creuse am 29. März 2015 gewann das Gespann Jean-Baptiste Dumontant/Nicole Pallier (PS) gegen Christine Chagot/Jean-Marie Massias (DVD) mit einem Stimmenanteil von 54,33 % (Wahlbeteiligung:60,45 %).
| Vertreter im conseil général des Départements | Vertreter im conseil général des Départements | Vertreter im conseil général des Départements |
| Amtszeit                                      | Name                                          | Partei                                        |
| --------------------------------------------- | --------------------------------------------- | --------------------------------------------- |
| 1980–1998                                     | Jean Mazetier                                 | UDF/Parti républicain                         |
| 1998–2004                                     | Jacqueline Defemme-Verdier                    | PS                                            |
| 2004–2011                                     | Michel Moine                                  | PS                                            |
| 2011–2015                                     | Jean-Marie Massias                            | DVD                                           |
| 2015–                                         | Jean-Baptiste Dumontant Nicole Pallier        | PS                                            |